# Adobe Speedgrade
Adobe Speedgrade — программа для профессиональной цветокоррекции видео. 
До 22 августа 2017 года входила в состав программных пакетов Adobe Master Collection, а после стал недоступным новым пользователям. Однако его функции до сих пор доступны в Adobe Premiere Pro.
Adobe Speedgrade позволяет качественно обрабатывать видео, затрачивая малое количество ресурсов компьютера.